# Андуэса Паласио, Раймундо
Раймундо Игнасио Андуэса Паласио (исп. Raimundo Andueza Palacio; 6 февраля 1846 — 17 августа 1900) — венесуэльский военный, государственный деятель, юрист, президент Венесуэлы (1890—1892), член Либеральной партии.

## Биография
Родился в Гуанаре, в штате Португеса. Был сыном Раймундо Андуэсы и Каролины Паласио. В 1861 году получил степень бакалавра философии. В 1866 году занял должность секретаря президента Хуана Крисостомо Фалькона. Изучал право в Центральном университете Венесуэлы. В 1874 году стал юристом Верховного суда, а позже получил степень доктора юриспруденции. Между 1873 и 1876 годами имел место депутата в Национальном конгрессе от штата Арагуа.
Кроме того, он был председателем Конгресса (1876) и министром иностранных дел (1877). Возглавлял исполнительную власть в отсутствие президента Франсиско Линареса Алькантара; также был сенатором от штата Португеса, министром госимущества и кандидатом на пост президента в 1879—1881 годах.
В 1879 году стал членом Административного совета. Кроме того занимал место сенатора в 1880 году и с 1886 до 1889 года. Позже работал федеральным консультантом штата Самора, а также был членом Федерального совета от того же штата.
7 марта 1890 года был избран на президентский пост. Согласно действующей на то время конституции срок его президентства должен был завершиться 20 февраля 1892 года. Впрочем, он планировал проведение конституционной реформы, которая бы увеличила срок его полномочий ещё на два года. Эти планы вызвали так называемую революцию Легалиста во главе с Хоакином Креспо. В свете такой ситуации политик решил покинуть страну, это добровольное изгнание длилось шесть лет. Когда Хоакин Креспо умер в апреле 1898 года, Андуэса вернулся на родину и стал министром иностранных дел в первом кабинете Сиприано Кастро.